# Yann Schrub
Yann Schrub (Thionville, 20 marzo 1996) è un mezzofondista francese.

## Biografia
Nel 2022 ha vinto la medaglia di bronzo nei 10000 m piani agli europei di Monaco di Baviera, terminando la prova dietro all'italiano Yemaneberhan Crippa e al norvegese Zerei Kbrom Mezngi e facendo segnare il primato personale in 27'47"13. Due anni dopo, agli europei di Roma, vince l'argento nella medesima specialità.

## Palmarès
| Anno | Manifestazione    | Sede                | Evento         | Risultato | Prestazione | Note                                     |
| ---- | ----------------- | ------------------- | -------------- | --------- | ----------- | ---------------------------------------- |
| 2013 | Mondiali U18      | Donec'k             | 3000 m piani   | Batteria  | 8'57"41     |                                          |
| 2018 | Europei di cross  | Tilburg             | Corsa U23      | 18º       | 24'25"      |                                          |
| 2019 | Universiadi       | Napoli              | 5000 m piani   | Argento   | 14'03"24    |                                          |
| 2019 | Europei di cross  | Lisbona             | Corsa seniores | 18º       | 31'12"      |                                          |
| 2021 | Europei di cross  | Dublino             | Corsa seniores | 6º        | 30'39"      |                                          |
| 2022 | Europei           | Monaco              | 10000 m piani  | Bronzo    | 27'47"13    | Miglior prestazione personale            |
| 2022 | Europei di cross  | Venaria Reale       | Corsa seniores | 7º        | 29'52"      |                                          |
| 2022 | Europei di cross  | Venaria Reale       | A squadre      | Oro       | 24 p.       |                                          |
| 2023 | Mondiali          | Budapest            | 10000 m piani  | 9º        | 28'07"42    | Miglior prestazione personale stagionale |
| 2023 | Europei di cross  | Bruxelles           | Corsa seniores | Oro       | 30'17"      |                                          |
| 2023 | Europei di cross  | Bruxelles           | A squadre      | Argento   | 26 p.       |                                          |
| 2024 | Europei           | Roma                | 10000 m piani  | Argento   | 28'00"48    | Miglior prestazione personale stagionale |
| 2024 | Giochi olimpici   | Parigi              | 5000 m piani   | 12º       | 13'20"63    |                                          |
| 2024 | Giochi olimpici   | Parigi              | 10000 m piani  | dnf       | dnf         |                                          |
| 2025 | Europei su strada | Bruxelles e Lovanio | 10 km          | Oro       | 27'37"      | Miglior prestazione personale            |
| 2025 | Europei su strada | Bruxelles e Lovanio | A squadre      | Oro       | 1h23'28"    |                                          |

## Campionati nazionali
2016
- 7º ai campionati francesi, 5000 m piani - 14'34"05

2017
- 4º ai campionati francesi, 10000 m piani - 29'32"53
- Bronzo ai campionati francesi, 5000 m piani - 14'30"92
- Oro ai campionati francesi indoor, 3000 m piani - 8'16"79

2018
- 4º ai campionati francesi, 10000 m piani - 29'19"18
- Bronzo ai campionati francesi, 5000 m piani - 13'56"12
- 5º ai campionati francesi indoor, 1500 m piani - 3'48"65

2021
- Bronzo ai campionati francesi, 5000 m piani - 13'37"22
- Argento ai campionati francesi indoor, 3000 m piani - 7'55"13
- Oro ai campionati francesi di corsa campestre - 30'57"

## Altre competizioni internazionali
2021
- Argento nella Super League degli Europei a squadre ( Bydgoszcz), 3000 m piani - 8'31"82
- 5º in Coppa Europa dei 10000 metri ( Birmingham) - 27'49"64

2022
- Oro alla 20 km di Parigi ( Parigi), 20 km - 58'04"

2023
- 7º al Memorial Van Damme ( Bruxelles), 10000 m piani - 28'13"96
- 12º all'Herculis ( Monaco), 5000 m piani - 13'17"95
- 22º alla 20 km di Parigi ( Parigi), 20 km - 1h01'54"
- Oro al CrossCup de Hannut ( Hannut) - 28'29"
- Oro al Cross das Amendoeiras em Flor ( Albufeira) - 25'17"

2025
- 8º al Meeting de Paris ( Parigi), 5000 m piani - 12'56"57